# Soja Nikolajewna Rudnowa

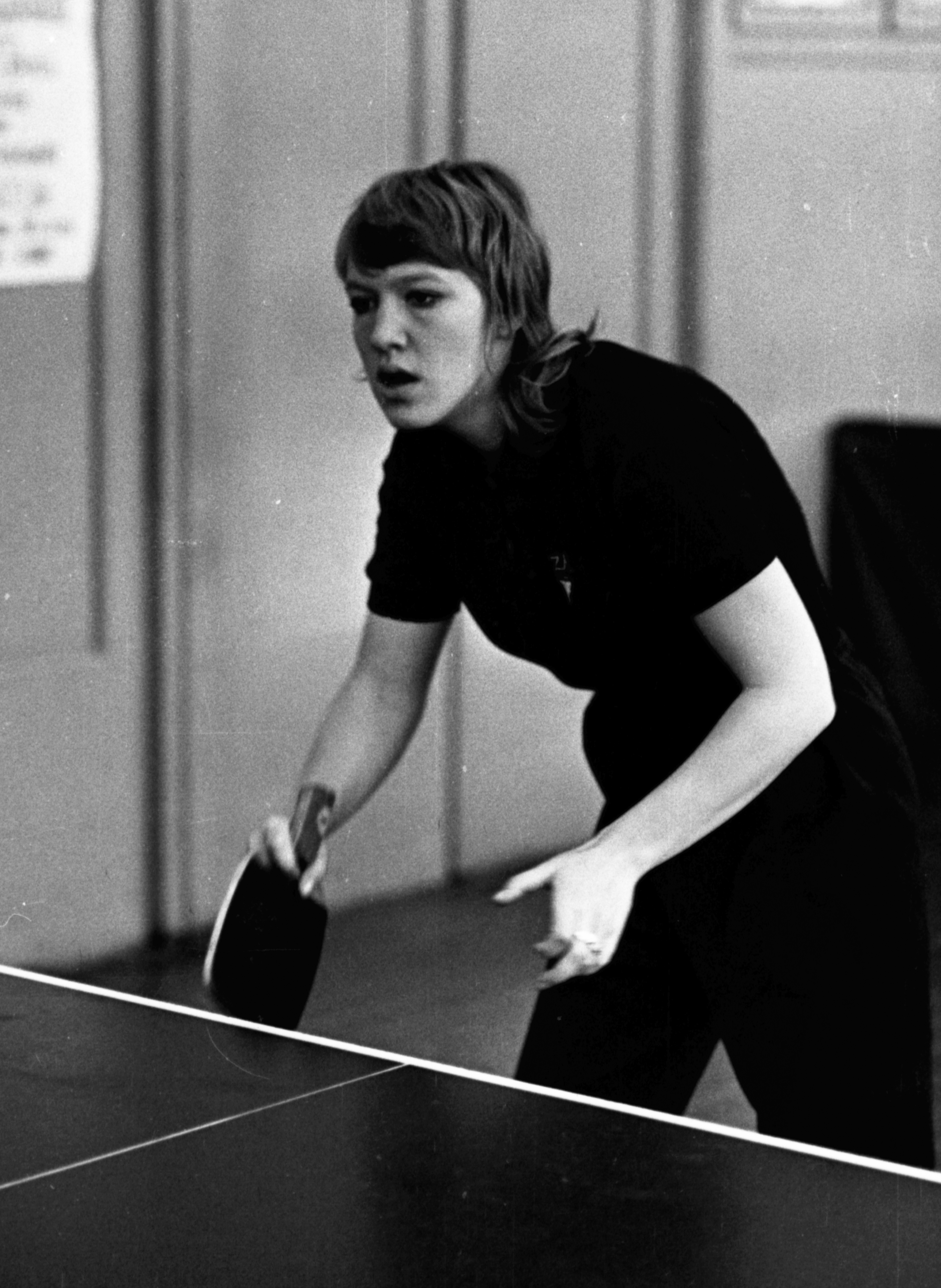
Soja Rudnowa (1972)

Soja Nikolajewna Rudnowa (russisch Зоя Николаевна Руднова; * 19. August 1946 in Moskau; † 12. März 2014 ebenda) war eine sowjetische Tischtennisspielerin, die in den 1960er und 1970er Jahren zur Weltspitze gehörte. Sie holte zwei Titel bei Weltmeisterschaften und zehn Titel bei Europameisterschaften.

## Jugend
Rudnowa spielte im Penholder-Stil. Bei den Jugendeuropameisterschaften 1961 siegte sie im Einzel, Doppel (mit Sofia Belotserkowskaja) und mit der Mannschaft. Ein Jahr später verteidigte sie mit der Mannschaft den Titel.

## Spielweise
Obwohl Soja Rudnowa mit der japanischen Penholderhaltung und mit Noppen-Innen-Belägen spielte, ähnelte sie in ihrer Spielweise eher den damaligen chinesischen Herren. Mit wenig – oder wenn doch, dann ungeheuer temporeichen – Topspins, aber vielen ansatzlosen, harten Schüssen bevorzugte sie ein sehr riskantes, kompromissloses und aggressives Offensivspiel. Ihre kurzen Bewegungen, die wenig Raum beanspruchten, machten sie auch zur idealen Doppelspielerin.

## Europameisterschaften
Von 1964 bis 1976 nahm Rudnowa an sechs Europameisterschaften teil. Dabei wurde sie zehn Mal Europameisterin, nämlich 1968 im Mixed (mit Stanislaw Gomoskow), 1970 in allen vier Disziplinen Einzel, Doppel (mit Swetlana Grinberg), Mixed (mit Stanislaw Gomoskow) und Team, 1972 im Einzel und Mixed (mit Stanislaw Gomoskow), 1974 im Mixed (mit Stanislaw Gomoskow) und mit der Mannschaft sowie 1976 mit der Mannschaft. Silber holte sie 1968 im Einzel und im Doppel (mit Swetlana Grinberg).
Im europäischen Ranglistenturnier Europe TOP-12 wurde sie 1974 Erste. In der Europarangliste wurde sie 1971 auf Platz zwei geführt.

## Weltmeisterschaften
Von 1963 bis 1977 wurde Rudnowa sieben Mal für Weltmeisterschaften nominiert. Dabei war sie 1969 am erfolgreichsten, als sie sowohl im Doppel mit Swetlana Grinberg als auch mit der Mannschaft Weltmeister wurde.

## Privat
Rudnowa studierte in Moskau Sprachen. 1976 arbeitete sie bei der Prawda als Journalistin, 1978 beendete sie ihre Karriere als Leistungssportlerin.

## Turnierergebnisse
| Verband | Veranstaltung                         | Jahr | Ort             | Land | Einzel        | Doppel        | Mixed         | Team |
| ------- | ------------------------------------- | ---- | --------------- | ---- | ------------- | ------------- | ------------- | ---- |
| URS     | Europameisterschaft                   | 1976 | Prag            | TCH  | Viertelfinale |               | Halbfinale    | 1    |
| URS     | Europameisterschaft                   | 1974 | Novi Sad        | YUG  | Halbfinale    | Halbfinale    | Gold          | 1    |
| URS     | Europameisterschaft                   | 1972 | Rotterdam       | NED  | Gold          | Halbfinale    | Gold          |      |
| URS     | Europameisterschaft                   | 1970 | Moskau          | URS  | Gold          | Gold          | Gold          | 1    |
| URS     | Europameisterschaft                   | 1968 | Lyon            | FRA  | Silber        | Silber        | Gold          | 2    |
| URS     | Europameisterschaft                   | 1964 | Malmö           | SWE  | Halbfinale    | Viertelfinale |               |      |
| URS     | Jugend-Europameisterschaft (Junioren) | 1962 | Bled            | YUG  |               |               |               | 1    |
| URS     | Jugend-Europameisterschaft (Junioren) | 1961 | Bad Blaukenburg | FRG  | Gold          | Gold          |               | 1    |
| URS     | EURO-TOP12                            | 1977 | Sarajevo        | YUG  | 7             |               |               |      |
| URS     | EURO-TOP12                            | 1976 | Lübeck          | FRG  | 6             |               |               |      |
| URS     | EURO-TOP12                            | 1974 | Trollhatten     | SWE  | 1             |               |               |      |
| URS     | EURO-TOP12                            | 1973 | Böblingen       | FRG  | 4             |               |               |      |
| URS     | EURO-TOP12                            | 1972 | Zagreb          | YUG  | 3             |               |               |      |
| URS     | Weltmeisterschaft                     | 1977 | Birmingham      | ENG  | letzte 32     | Viertelfinale | letzte 64     | 6    |
| URS     | Weltmeisterschaft                     | 1973 | Sarajevo        | YUG  | letzte 32     | Viertelfinale | letzte 32     | 5    |
| URS     | Weltmeisterschaft                     | 1971 | Nagoya          | JPN  | letzte 16     | Viertelfinale | Viertelfinale | 5    |
| URS     | Weltmeisterschaft                     | 1969 | München         | FRG  | letzte 32     | Gold          | Viertelfinale | 1    |
| URS     | Weltmeisterschaft                     | 1967 | Stockholm       | SWE  | Halbfinale    | Halbfinale    | Halbfinale    | 2    |
| URS     | Weltmeisterschaft                     | 1965 | Ljubljana       | YUG  | letzte 64     | letzte 32     | letzte 64     | 9    |
| URS     | Weltmeisterschaft                     | 1963 | Prag            | TCH  | letzte 128    | letzte 32     | letzte 64     | 9    |